# Stefan (Charalambides)
Stefan, imię świeckie Christakis Charalambides (ur. 29 kwietnia 1940 w Costermansville) – cypryjski duchowny prawosławny, arcybiskup Tallina i głowa Estońskiego Apostolskiego Kościoła Prawosławnego.

## Życiorys
Urodził się w Kongu w rodzinie Cypryjczyków. Święcenia kapłańskie przyjął 17 listopada 1968 r. 25 marca 1987 otrzymał chirotonię jako biskup pomocniczy metropolii Francji ze stolicą tytularną w Nazjanzie. Intronizowany na pierwszego arcybiskupa Tallina 21 marca 1999 r.
W czerwcu 2016 r. uczestniczył w Soborze Wszechprawosławnym na Krecie.